# Nová Akropolis
Nová Akropolis (NA, španělsky Organización Internacional Nueva Acrópolis; OINA) je nezisková organizace, kterou v roce 1957 založil Jorge Ángel Livraga Rizzi a která se prezentuje jako škola filosofie. Působí ve více než padesáti státech světa. Sama se označuje za nezávislou, apolitickou a nenáboženskou organizaci, která se věnuje věnuje filozofii, kultuře a sociálním, ekologickým a humanitárním dobrovolnickým aktivitám. V roce 2021 měla organizace dle svého webu pobočky v 53 státech světa a tisíce dobrovolníků.
Někteří autoři ji charakterizují jako esoterické a post-teosofické nové náboženské hnutí, některými je označována dokonce jako sekta.

## Základní principy
Nová Akropolis uvádí pro svou činnost tři základní principy: bratrství, poznání a rozvoj člověka.

### Bratrství
Podporovat ideál bratrství, založený na úctě k lidské důstojnosti, bez ohledu na rozdíly pohlavní, kulturní, náboženské, sociální a další.
Tento ideál bratrství nachází svou sílu spíše v tom, co nás sjednocuje, než v tom, co nás rozděluje. Opírá se o poznání univerzálních hodnot, které tím, že se zakládají na rozmanitosti, přesahují osobní zvyky a místní návyky a spojují se ve společných etických principech, vlastních důstojnosti každé lidské bytosti. Tento ideál podporuje ochranu a záruku lidských práv, stejně jako i poznání jednotných principů univerzální etiky.

### Poznání
Podporovat lásku k moudrosti prostřednictvím srovnávacího studia filozofií, náboženství, věd a umění s cílem přispět k poznání člověka, zákonů přírody a univerza.
Láska k pravdě a poznání vycházejí z oprávněné touhy rozvíjet vlastní rozvahu pro lepší pochopení světa a sebe sama. Filozofii chápeme jako osu spojující různá hlediska a proudy lidského poznání.
Filozofie dokáže sjednotit prameny minulosti a současnosti do globální, široké a integrační vize měníce se na opravdový pohon pokroku, který se snaží prohloubit své cíle a sjednotit všechny aspekty vědění a zkušeností.

### Rozvoj člověka
Rozvíjet to nejlepší v člověku, podporujíc jeho realizaci jako jednotlivce a jako aktivního člena společnosti. Jednat v souladu s přírodou tak, aby se zlepšoval svět.
Naše práce prospívá zlepšování jednotlivců, kteří udržují rozvoj společnosti. Člověk dosud vlastní velký latentní potenciál. Poznat ho a rozvíjet ho svědčí o jednom ze základních pilířů samotného života a pramene trvalé spokojenosti. Vyvážené a celkové rozvíjení jednotlivce, uskutečňování nejlepších kvalit a hodnot naší lidské přirozenosti jsou pevnou základnou, která vede k lepšímu světu.

## Mezinárodní Nová Akropolis
Mezinárodní organizace Nová Akropolis se sídlem v Bruselu (OINA) sdružuje jednotlivé asociace z různých států, které se připojily k její Zakládací listině a k jejím principům činnosti. OINA byla uznaná jako mezinárodní asociace Královským Výnosem z 12. února 1990, č. 3/12 - 941/S podle zákona z 25/10/19 Belgického království. Je zapsána do Mezinárodního rejstříku asociací (Moniteur č. 48 z 9. března 1990, str. 4489). Každá členská asociace se zodpovídá úřadům vlastního státu a dodržuje mezinárodní předpisy v záležitostech asociace.
Hnutí založil roku 1957 v Buenos Aires profesor dějin umění a filosofie Jorge Ángel Livraga Rizzi a později se rozšířilo do dalších zemí. V roce 1981 se národní organizace spojily do Mezinárodní organizace Nová Akropolis se sídlem v Bruselu. Po J. A. Livragově smrti se prezidentkou stala Delia Steinberg Guzmán, od roku 2020 je prezidentem Carlos Adelantado Puchal.
Podle svých stanov se skládá představenstvo mezinárodní organizace z představitelů každé z členských asociací. Z jejich nejkvalifikovanějších členů jsou zvoleni ti, kteří tvoří Mezinárodní výkonnou radu, jež je pověřena koordinací a zabezpečením nezbytných kontaktů, aby se uskutečnila usnesení stanovená na každoročním Valném Shromáždění.
Mezinárodní asociace hospodaří s minimálním rozpočtem určeným k uhrazení základních administrativních výloh pro své působení. Každý stát přispívá poměrnou částkou a nezávislým způsobem spravuje své vlastní prostředky dle platných zákonů.

## Historie a činnost v ČR
V Česku působí Nová Akropolis od roku 1985, oficiálně registrována však byla až roku 1990 v jejím čele stála od počátku Slavica Kroča, po ní se stala ředitelkou Eva Bímová. Organizace má pobočky v Praze, Brně, Olomouci, Plzni, Ostravě, Hradci Králové, Liberci, Pardubicích a Zlíně. Od roku 1997 vydává čtvrtletník Zrcadlo kultury, později přešla na vydávání měsíčního elektronického časopisu Akropolitán. Vydává také různé publikace. Počet aktivních členů v roce 2004 dosahoval několika desítek členů.

## Kritiky a polemiky
Religionista Zdeněk Vojtíšek poukazuje na rozpor mezi prezentací organizace jako volného kulturního spolku a skutečností, že její jádro tvoří uzavřená, esoterická a hierarchická náboženská skupina, pro členství v níž jsou vyžadovány změny v životě zájemce, včetně přerušení kontaktů s těmi, co neodpovídají ideálům organizace. Na druhou stranu však přiznává, že odchody z organizace nemívají dramatický charakter a tak není na místě mluvit o „vymývání mozků“. Kromě toho poukazuje, že přednášky organizace jsou vedeny pouze jejími instruktory, nikoliv například akademickými odborníky, a vychází téměř výhradně jen z materiálů organizace, nikoliv z dalších zdrojů. V podobném duchu kritizuje organizaci Jiří Koubek – přesvědčení o mesiášském a vyvoleném charakteru Nové Akropolis je před novými zájemci o přednášky a další aktivity záměrně zatajováno.
Hnutí je také kritizováno pro svůj údajný paramilitární charakter a označováno za politicky pravicové, konzervativní, či neofašistické.
V roce 1998 Evropský parlament definitivně upustil od zařazování Nové Akropolis mezi sekty, neboť výzkumy ukázaly, že tam byla zařazena na základě zprávy zpracované konzervativním katolickým europoslancem Richardem Cottrellem, který své závěry opíral o zprávy katolické církve o nových náboženských hnutích.
Stejně tak se v roce 2003 ve zprávě Mezinárodního helsinského výboru pro lidská práva (IHF) a dalších organizací na obranu lidských práv objevuje kritika dokumentu francouzské sněmovny, kde je Nová Akropolis zařazena mezi sekty:
„zveřejnění této studie, kterou odborníci zamítli, kvůli její špatné metodologii, bylo vedeno vlnou netolerantních a pomlouvačných zpráv sdělovacích prostředků zaměřených na určité skupiny a také nedůvěrou veřejnosti a netolerancí vůči těmto skupinám. Přestože zpráva nebyla právně platným dokumentem, místní autority a také soukromí činitelé ji použili, aby ospravedlnili diskriminační jednání proti členům skupin do ní zahrnutých...“

#### Kritické odkazy
- [https://web.archive.org/web/20120626072024/http://www.elobservadorenlinea.com/archivo/2000/276.html#5 Veřejná kritika v "El Observador" (katolické noviny)
- Nueva Acrópolis y la fundación Hastinapura. (Argentina)
- Různé články v angličtině
- [https://web.archive.org/web/19990203075626/http://www.geocities.com/soho/cafe/3627/lasecta.htm Článek uveřejněný na stránce "La Gran Inversión"
- https://web.archive.org/web/20090520085225/http://www.gbasesores.com/observatorio/na_doctrina.html